# Gigantes de Jalisco
Los Gigantes de Jalisco fue un equipo del Circuito de Baloncesto de la Costa del Pacífico con sede en Guadalajara, Jalisco, México.
Jugaron en el Domo Alcalde perteneciente al CODE Jalisco en Guadalajara.

## Historia
El 17 de septiembre de 2018 se anunció que el CIBACOPA se expandiría a Guadalajara y La Paz, pero aún no se conocía el mote de batalla del club tapatío. Fue hasta el 18 de diciembre de 2018 cuando se supo el nombre oficial del equipo, Gigantes.
En febrero de 2022 se anunció que la franquicia de Gigantes fue adquirida por Astros de Jalisco de la Liga Nacional de Baloncesto Profesional. Astros pasó a ocupar el lugar de Gigantes en CIBACOPA, siendo el primer equipo de baloncesto mexicano en disfrutar de la disciplina todo el año.

## Jugadores

### Roster LNBP
Actualizado al 13 de marzo de 2020.
"Temporada 2021"
| Gigantes de Jalisco Roster 2020 |    |                           |                                 |
| C U E R P O T É C N I C O       |    |                           |                                 |
| Entrenador                      |    | Bandera de México         | Oscar Arturo Castellanos García |
| Asistente                       |    | Bandera de México         | Marcelo Rafael Elusich          |
| J U G A D O R E S               |    |                           |                                 |
| Ala-pívot                       | 1  | Bandera de Estados Unidos | A Molleone Juanyea Patillo      |
| Escolta                         | 3  | Bandera de Estados Unidos | Tiwian Jeremiah Kendley         |
| Ala-pívot/Pívot                 | 4  | Bandera de Estados Unidos | Kinsley Nehizena Edosomwan      |
| Base                            | 5  | Bandera de Estados Unidos | Jerime Anthony Anderson         |
| Ala-pívot                       | 6  | Bandera de Estados Unidos | Trenton Tyree Steen             |
| Base                            | 7  | Bandera de México         | Osmar Emmanuel Garcia Arias     |
| Alero                           | 8  | Bandera de México         | Luis Antonio Álvarez Montoya    |
| Alero                           | 21 | Bandera de México         | Leonardo Manuel Sanchez Soto    |
| Alero                           | 23 | Bandera de Estados Unidos | Jordan Charles Williams         |
| Base/Escolta                    | 24 | Bandera de México         | Omar De Haro Gutiérrez          |
| Pívot                           | 45 | Bandera de Estados Unidos | James Brandon Hassell           |
| Escolta                         | 55 | Bandera de México         | Gustavo Franco Ornelas          |
| = Capitán                       |    |                           |                                 |

 =  Cuenta con nacionalidad mexicana. 